# Admitancja
Admitancja, drożność – odwrotność impedancji, to wielkość fizyczna wyrażająca przewodność elektryczną pozorną w obwodach prądu przemiennego.
{\displaystyle Y=Z^{-1}=1/Z,}
gdzie:
{\displaystyle Y} – admitancja,
{\displaystyle Z} – impedancja.
Admitancja jest liczbą zespoloną, jej część rzeczywista to konduktancja {\displaystyle G,} a urojona to susceptancja {\displaystyle B{:}}
{\displaystyle Y=G+jB}.
Moduł admitancji określa wzór:
{\displaystyle |Y|={\sqrt {G^{2}+B^{2}}}.}
Jednostką konduktancji, susceptancji i modułu admitancji w układzie SI jest simens.
W ogólności admitancja jest funkcją częstotliwości. Dla prądu stałego jej część urojona jest równa zero, a rzeczywista jest równa konduktancji.